# 2019年世界水泳選手権赤道ギニア選手団
2019年世界水泳選手権赤道ギニア選手団は、2019年7月12日から7月28日まで韓国の光州で開催された第18回世界水泳選手権の赤道ギニア選手団、およびその競技結果。赤道ギニアの世界水泳選手権出場は、2001年の第9回世界水泳選手権以来18年9大会ぶりとなった。

## 選手団
- 人員: 選手 3人

## 選手名簿・結果
| 選手                           | 種目          | 予選   | 予選  | 準決勝   | 準決勝   | 決勝     | 決勝     |
| 選手                           | 種目          | 結果   | 順位  | 結果     | 順位     | 結果     | 順位     |
| ------------------------------ | ------------- | ------ | ----- | -------- | -------- | -------- | -------- |
| ディオスダード・ミコ・エヤンガ | 男子50m自由形 | 31秒78 | 130位 | 予選敗退 | 予選敗退 | 予選敗退 | 予選敗退 |
| フアニタ・ヌドング・エイエンガ | 女子50m自由形 | 失格   | 失格  | 予選敗退 | 予選敗退 | 予選敗退 | 予選敗退 |
| ピラール・ヌドング・マンゲ     | 女子50m平泳ぎ | 49秒32 | 54位  | 予選敗退 | 予選敗退 | 予選敗退 | 予選敗退 |